# Zbigniew Kosmatka
Zbigniew Kosmatka (ur. 21 listopada 1945 w Chodzieży) – polski samorządowiec, od 1998 do 2010 prezydent Piły.

## Życiorys
Ukończył studia na Wydziale Turystyki i Rekreacji Akademii Wychowania Fizycznego w Poznaniu. W latach 1986–1988 odbył podyplomowe studia na Akademii Nauk Społecznych w Moskwie, a w 1999 na Uniwersytecie Warszawskim z zakresu funkcjonowania samorządu terytorialnego.
Od 1976 zajmował kierownicze stanowiska w różnych firmach i instytucjach. W latach 1994–1998 był radnym Piły i wiceprezydentem tego miasta. W 1998 Rada Miasta powołała go na urząd prezydenta Piły. Ponownie został wybrany na to stanowisko w wyborach bezpośrednich w 2002.
W wyborach samorządowych w 2006 ubiegał się o reelekcję jako kandydat KWW Zbigniew Kosmatka „Razem Dla Piły” z poparciem ze strony Lewicy i Demokratów. W trakcie kampanii wyborczej Jarosław Wałęsa zasugerował, że w latach 70. był on pracownikiem Służby Bezpieczeństwa PRL. Zbigniew Kosmatka potwierdził tę okoliczność, wskazując, że jako funkcjonariusz SB pracował jedynie w Wydziale Paszportów Komendy Wojewódzkiej MO, skąd został dyscyplinarnie zwolniony w 1976.
W drugiej turze tych wyborów uzyskał 11 090 głosów (tj. 56,10%), pokonując kandydata Platformy Obywatelskiej. Cztery lata później przegrał w pierwszej turze, uzyskując mandat radnego Piły. Rok później bezskutecznie startował do Senatu.
Odznaczony Srebrnym i Złotym Krzyżem Zasługi oraz Medalem Komisji Edukacji Narodowej.
Żonaty (żona Irena), ma dwóch synów.